# Viviers-du-Lac
Viviers-du-Lac is een gemeente in het Franse departement Savoie (regio Auvergne-Rhône-Alpes). De plaats maakt deel uit van het arrondissement Chambéry. Viviers-du-Lac telde op 1 januari 2022 2.282 inwoners.

## Geografie
De oppervlakte van Viviers-du-Lac bedroeg op 1 januari 2022 3,94 vierkante kilometer; de bevolkingsdichtheid was toen 579,2 inwoners per km².

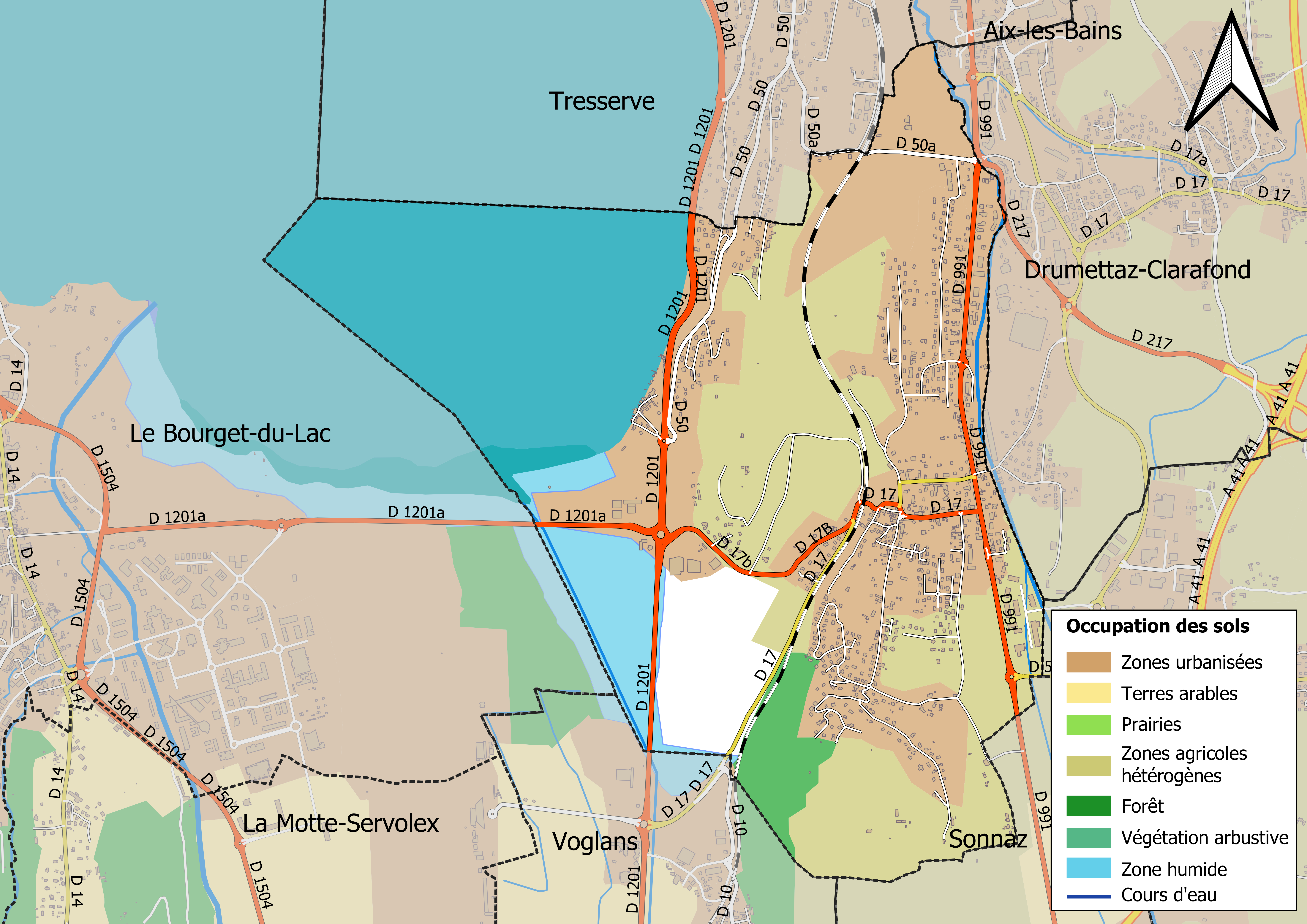
Kaart van de gemeente met de belangrijkste infrastructuur, bodemgebruik en omliggende gemeenten

De onderstaande kaart toont de ligging van Viviers-du-Lac met de belangrijkste infrastructuur en aangrenzende gemeenten.

## Verkeer en vervoer
In de gemeente ligt spoorwegstation Viviers-du-Lac.

## Demografie
Onderstaande figuur toont het verloop van het inwonertal (bron: INSEE-tellingen).